# Society of Professional Journalists
La Society of Professional Journalists (SPJ), precedentemente nota come Sigma Delta Chi, è la più antica organizzazione che riunisce e rappresenta i giornalisti degli Stati Uniti. Fu fondata il 17 aprile 1909 alla DePauw University, e il suo statuto fu ideato da William Meharry Glenn.

## Storia
La Sigma Delta Chi fu fondata nel 1909 alla DePauw University come fraternità studentesca e professionale maschile di dieci soci: Gilbert C. Clippinger, Charles A. Fisher, William M. Glenn, H. Hedges, L. Aldis Hutchens, Edward H. Lockwood, LeRoy H. Millikan, Eugene C. Pulliam , Paul M Riddick e Lawrence H. Sloan.
Continuò ad ampliarsi e a funzionare come confraternita fino al 1960, quando si costituì come associazione professionale. Nove anni più tardi, alla Convention di san Diego, furono per la prima volta ammesse anche alle donne.
Nel 1973 mutò il proprio nome in Society of Professional Journalists, Sigma Delta Chi per divenire infine, nel 1988, Society of Professional Journalists, rimuovendo il riferimento alla propria origine afferente al sistema delle fratellanze nordamericano, che rimane nel principale premio della SPJ, il Sigma Delta Chi Award.

## Missione
La missione dichiarata di SPJ è quella di:
- promuovere e difendere le garanzie costituzionali sancite dal Primo Emendamento in tema di libertà di parola e libertà di stampa;
- incoraggiare standard elevati e comportamenti etici nella pratica del giornalismo;
- promuovere e sostenere i pluralismo informativo delle fonti e dell'informazione.

PSJ ha un forte radicamento territoriale, con più di 300 capitoli locali distribuiti in tutti gli Stati Uniti, e una base di 9.000 iscritti fra i professionisti del giornalismo. Essa ha uno specifica riserva di bilancio vincolata a garantire la copertura legale nei contenziosi inerenti al Primo Emendamento. Ha diretto la campagna stampa Project Sunshine per ottenere la trasparenza amministrativa e il diritto di accesso pubblico agli atti governativi e federali tramite i Freedom of Information Act.
I membri manifestano un'alta concezione etica del proprio lavoro, orientato al servizio della verità, e in quanto tale ritenuto un elemento fondante di ogni democrazia e la premessa di una società giusta. I giornalisti affermano di operare perché il libero scambio di informazioni sia accurato, equo e non superficiale. 

La SPJ ha pubblicato un Codice etico, al quale le testate giornalistiche o i singoli professionisti dell'informazione possono aderire su base volontaria. Esso afferma i seguentiquatro principi fondativi dell'etica nel giornalismo:
1. Cercare la verità e riferirla: il giornalismo etico dovrebbe essere accurato ed equo. I giornalisti etici dovrebbero essere onesti e coraggiosi nel raccogliere, riferire e interpretare le informazioni;
2. Ridurre al minimo il danno: il giornalismo etico tratta fonti, argomenti, colleghi e membri del pubblico come esseri umani che meritano rispetto;
3. Agire in modo indipendente: l'obbligo più alto e primario del giornalismo etico è quello di servire il pubblico;
4. Sessere responsabili: giornalismo etico significa assumersi la responsabilità del proprio lavoro e spiegare le proprie decisioni al pubblico.[10]

La Society of Professional Journalists (SPJ) raccomanda l'adozione di questi principi nella pratica professionale di qualsiasi media.

## Premi

### Sigma Delta Chi Award
Il Sigma Delta Chi Award è il più antico premio istituito dalla Società dei Giornalisti Professionisti statunitense a fine di "promuovere il libero flusso di informazioni, vitale per una cittadinanza correttamente informata".
Quello che nel 1939 si chiamava Distinguished Service Awards, in seguito divenuto Sigma Delta Chi Award, è un concorso aperto a quanti -soci ed esterni alla SPJ- hanno versato una quota di partecipazione, e inviato il proprio articolo o reportage, corredato di una lettera di presentazione che illustri l'originalità del lavoro svolto, le principali difficoltà incontrate e l'importanza dei risultati dimostrati.
I contenuti editoriali vengono classificati in 48 categorie e giudicati da una giuria di esperti che assegna altrettanti premi per ciascuna di esse, in base a questi elementi: leggibilità, efficacia dell'interpretazione, accuratezza e completezza, rischiosità, chiarezza e stile, intraprendenza del reporter nel superare gli ostacoli, osservanza del Codice Etico della SPJ.
Sono previsti premi distinti per giornali/agenzie di stampa, radio, televisione, ricerca, giornalismo digitale e newsletter.
Nel 2012, furono presentati più di 12.000 titoli da esaminare.

### Eugene S. Pulliam First Amendment Award
Ogni anno la Society of Professional Journalists conferisce il Premio Primo Emendamento "Eugene S. Pulliam" (Eugene S. Pulliam First Amendment Award) in memoria dell'omonimo editore (1914-1999) dei quotidiani The Indianapolis Star e Indianapolis Journal, promotore della libertà di stampa e avversario del maccartismo.

Il premio è rivolto a "una o più persone che hanno lottato per proteggere e preservare uno o più dei diritti sanciti dal Primo Emendamento".
| 2017 | Better Government Association                                         |
| 2015 | The Columbus Dispatch e la Student Press Law Center                   |
| 2014 | Associated Press                                                      |
| 2013 | Gina Barton, John Diedrich and Ben Poston, Milwaukee Journal Sentinel |
| 2012 | Carol Marbin Miller, Miami Herald                                     |
| 2011 | Associated Press                                                      |
| 2010 | Renee Dudley, The Island Packet of Bluffton, S.C.                     |
| 2009 | Jill Riepenhoff and Todd Jones, The Columbus Dispatch                 |
| 2008 | Jim Schaefer & M.L. Elrick, Detroit Free Press                        |
| 2007 | Joe Adams, The Florida Times-Union                                    |
| 2006 | Terry Francke, Peter Scheer e la California First Amendment Coalition |
| 2005 | Kate Martin e il Centro Studi sulla sicurezza Nazionale               |
| 2004 | Dan Christensen, Miami Daily Business Review                          |
| 2003 | Seth Rosenfeld, San Francisco Chronicle                               |
| 2002 | Dr. William Lawbaugh,Mount Saint Mary's University                    |
| 1997 | Jonathan Marshall, Scottsdale Daily Progress                          |
| ---- | --------------------------------------------------------------------- |

### Kunkel Awards
A seguito del caso Gamergate, una campagna sessista nei confronti di alcune creatrici indipendenti impegnate a produrre nel mondo dei videogiochi un'informazione di tipo esperienziale, su temi di attualità sanitaria e politica, nel 2015 la SPJ decise di introdurre i Kunkel Awards, premio in onore del giornalista Bill Kundell (1950-2011), autore di romanzi grafici e pioniere nella critica dei videogame.
| 2018 | Mark Brown, Megan Fernandez (Indy Monthly), Lydia Niles (The Daily Orange), Felix Gillette (Bloomberg), Cecilia D'Anastasio (Kotaku)   |
| 2017 | My Life in Gaming, Brian Crecente (Polygon), Caroline Bartholomew (The Daily Orange), Simon Parkin (Nautilus), Jason Schreier (Kotaku) |
| 2016 | Brad Glasgow (Allthink), Richard Moss (Polygon)/Ben Sailer (Kill Screen), Aiden Strawhun, Kotaku, Danny O'Dwyer (Noclip)               |
| 2015 | Kotaku, The Guardian, Super Bunnyhop, Innuendo Studios, Ars Technica                                                                   |
| ---- | --- |